# Haplopsebium kinyanjuii
Haplopsebium kinyanjuii là một loài bọ cánh cứng trong họ Cerambycidae.